# Service britannique de la frontière
Le Service britannique de la frontière (British Frontier Service) avait été créé en 1955 dans la zone d'occupation britannique en Allemagne et il dépendait de la Commission de contrôle alliée qui gouvernait l’Allemagne occupée. 
Il s'agit du dernier nom d'un service créé en 1946 à l'origine sous le nom de Frontier Control Service qui deviendra Frontier Inspection Service entre 1949 et 1955 puis enfin British Frontier Service à partir de cette date.

## Mission
Il était chargé de la surveillance d'une partie des 1 393 km de frontière intérieure allemande entre l'Allemagne de l'Ouest et la RDA (le fameux rideau de fer), qui longeait le secteur britannique (soit 610 km), où il patrouillait occasionnellement avec des éléments de la British Army of the Rhine, auxquelles se joignaient parfois des détachements belges ou néerlandais. Les hommes étaient armés mais ne portaient pas de munitions lors de leurs patrouilles pour éviter toute « provocation ».

## Historique

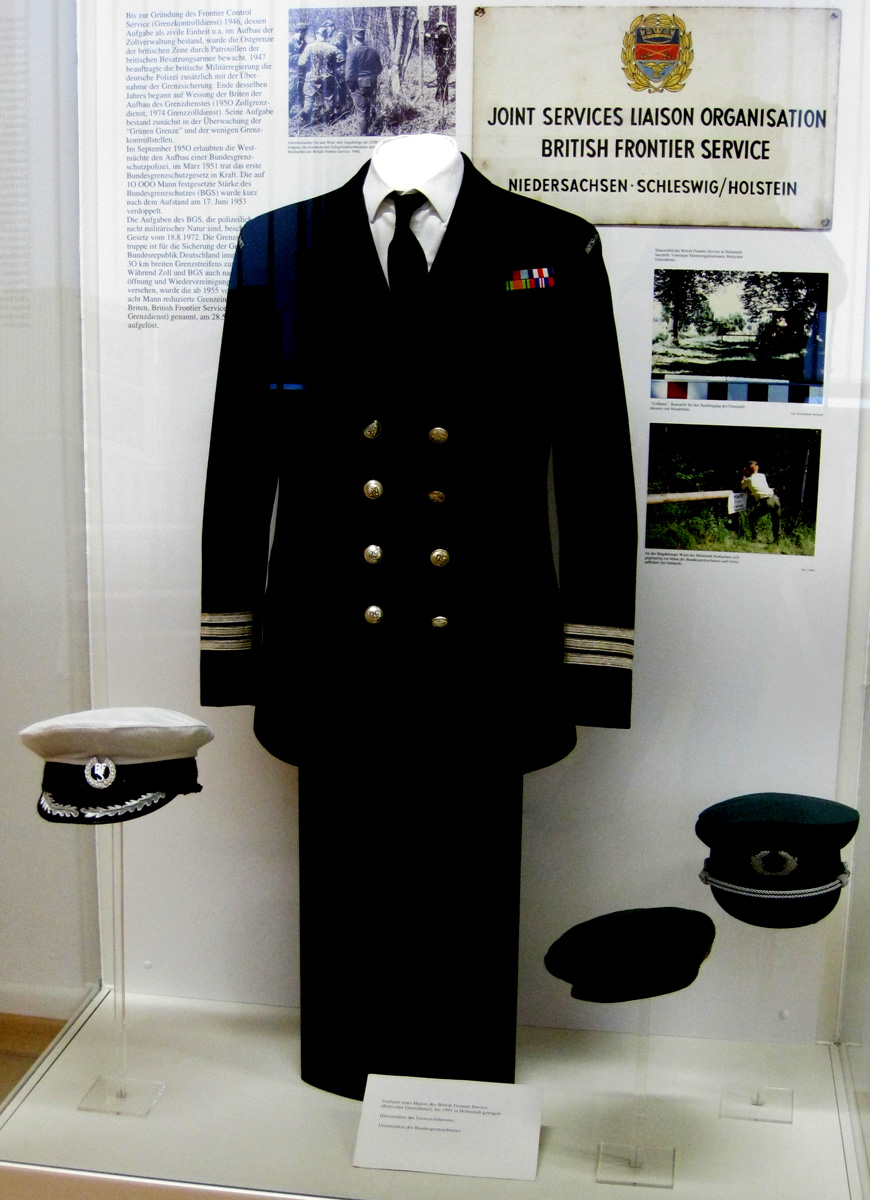
Uniforme militaire d'un officier de la BFS.

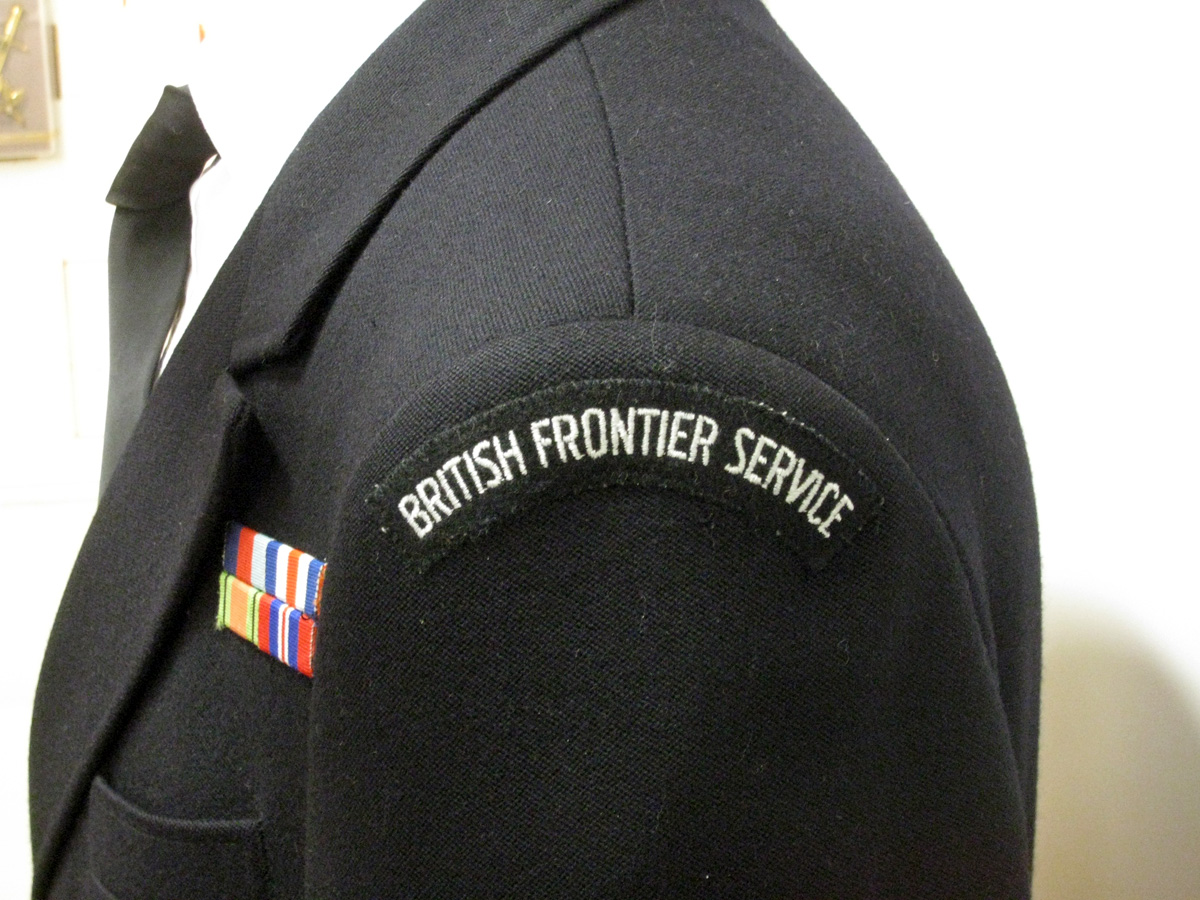
Badge d'épaule de l'uniforme.

Trois cents individus, pratiquement tous issus de la Royal Navy, furent enrôlés à sa création. Au fil des ans, l’évolution politique qui entraîna notamment en 1955 la fin du statut d’occupation de la République fédérale d’Allemagne, puis en 1973 la reconnaissance mutuelle des deux Allemagnes, provoqua une réduction draconienne du Service de la frontière. L’effectif tomba en 1955 à 38 hommes puis à 16 hommes en 1973, 4 seulement opérant à partir de la ville-verrou de Helmstedt. Les autres étaient répartis entre Düsseldorf, Hanovre et Berlin-Ouest. Le service fut dissous avec la réunification allemande le 28 mai 1991.
Le premier directeur du Service de la frontière, le capitaine Guy Maund était de la Royal Navy. Ce fut lui qui choisit l’uniforme de son arme d’origine, le préférant à l'uniforme kaki qui habille les armées de terre.

## Source
- L’affrontement, la drôle de guerre aux frontières de l’Est, Gilbert Joseph, Éditions Albin Michel, 1987,  (ISBN 2226028331)